# كيتلين ستاسي
كيتلين ستاسي (بالإنجليزية: Caitlin Stasey)‏ (مواليد 1 مايو 1990) ممثلة أسترالية، عُرفت بدور «راشيل كينسكي» في مسلسل جيران من عام 2005، وعن دورها في المسلسل الدرامي عهد في تجسيد شخصية كينا من 2013، وفي نفس السنة شاركت في فيلم دليل بدور راشيل.

## روابط خارجية
- كيتلين ستاسي على موقع IMDb (الإنجليزية)
- كيتلين ستاسي على موقع روتن توميتوز (الإنجليزية)
- كيتلين ستاسي على موقع ألو سيني (الفرنسية)
- كيتلين ستاسي على موقع ميوزك برينز (الإنجليزية)
- كيتلين ستاسي على موقع أول موفي (الإنجليزية)
- كيتلين ستاسي على موقع قاعدة بيانات الأفلام السويدية (السويدية)
- كيتلين ستاسي على موقع ديسكوغز (الإنجليزية)
- كيتلين ستاسي على موقع قاعدة بيانات الفيلم (الإنجليزية)
- كيتلين ستاسي على موقع كينوبويسك (الروسية)